# Медиеш Виј (Сату Маре)
Медиеш Виј (рум. Medieș Vii) насеље је у Румунији у округу Сату Маре у општини Медиешу Аурит. Oпштина се налази на надморској висини од 153 m.

## Становништво
Према подацима из 2002. године у насељу је живело 337 становника.

### Попис2002.
| Расподела становништва по националности 2002.‍ | Расподела становништва по националности 2002.‍ | Расподела становништва по националности 2002.‍ | Расподела становништва по националности 2002.‍ | Расподела становништва по националности 2002.‍ |
| --------------------------------------------- | --------------------------------------------- | --------------------------------------------- | --------------------------------------------- | --------------------------------------------- |
|                                               |                                               |                                               |                                               |                                               |
| Румуни                                        | Румуни                                        |                                               | 290                                           | 86,1%                                         |
| Мађари                                        | Мађари                                        |                                               | 47                                            | 13,9%                                         |